# GE Dash 8-32BWH
La GE Dash 8-32BWH, también conocida como P32-8BWH, B32-8WH o P32-8, es una locomotora de tren de pasajeros utilizada por Amtrak, basada en la serie Dash 8 de locomotoras de tren de carga de GE. Construidas en 1991, fueron las primeras locomotoras compradas para reemplazar a la veterana EMD F40PH.

## Diseño
El Dash 8-32BWH opera en una configuración diésel-eléctrica que utiliza CC para alimentar los motores de tracción; el motor diésel 7FDL-V12 produce 3200 hp (2400 kW) a 1047 rpm. Cuando se proporciona potencia al tren en la cabecera, la velocidad del motor se bloquea en 900 rpm. La potencia de salida de los motores de tracción es de 2700 hp (2000 kW) cuando se ejecuta en modo HEP con una carga HEP de 0 kW. La potencia de tracción disminuye a 1685 hp (1257 kW) cuando se proporciona la carga HEP máxima de 800 kW (1100 hp) al tren.
El Dash 8-32BWH tiene una relación de transmisión de 74:29, lo que resulta en una velocidad máxima de operación de 103 mph (166 km/h) en operación de pasajeros.

## Historia
Veinte de estas locomotoras se entregaron a Amtrak en 1991, numeradas del 500 al 519. Muchos fanáticos de los ferrocarriles las apodaron "Latas Pepsi", debido a que se entregaron con colores rojos, blancos y azules de rayas anchas. Sin embargo, desde la última revisión las locomotoras lucen ahora los colores de la Fase V.
Desde entonces, el Dash 8-32BWH ha quedado relegado al cambio de patio (principalmente en Los Ángeles, Oakland, Chicago, Miami y las terminales de Auto Train), mantenimiento de servicio de vías y servicio de transferencia, desplazado por los más nuevos y potentes GE Genesis y Siemens Charger. Sin embargo, los Dash-8 ocasionalmente sustituyen a las unidades Genesis y Charger si es necesario. Las unidades con sede en Los Ángeles se utilizan con frecuencia en Coast Starlight y Pacific Surfliner, y muchas también se utilizan con frecuencia en el servicio Amtrak Cascades. Las unidades con sede en la costa este respaldan las rutas de entrada y salida de Washington D. C., a veces en Cardinal, Crescent, Silver Service, Pennsylvanian (para unidades con sede en Filadelfia) o el segmento de Virginia del Northeast Regional.
Dos de las locomotoras, 501 y 502, se vendieron al Departamento de Transporte de California. Las locomotoras pasaron a ser 2051 y 2052 y recibieron el esquema de pintura de Amtrak California. Se utilizan en los trenes de San Joaquín y Capitol Corridor.